# Amelanchier nantucketensis
Amelanchier nantucketensis
Espèce
Synonymes
- Amelanchier nantucketense E.P.Bicknell[2]

Amelanchier nantucketensis est une espèce de plantes à fleurs de la famille des Rosacées et appartenant au genre Amelanchier. L’espèce a été nommée du fait de sa présence sur l'île de Nantucket en Nouvelle-Angleterre. 

## Description
C'est un arbrisseau de 2 à 3 mètres de hauteur à feuilles caduques alternées compact et élancé, de faible croissance. Il porte des petites fleurs blanches (3-7mm) à 5 pétales qui s'épanouissent en grappes courtes en avril-mai. Ses fruits sont des piridions sont comestibles et charnues allant du bleu foncé au noir qui mûrissent en juin-juillet. Les fleurs ont la particularité de porter le pollen directement sur les marges des pétales (andropétales).

## Habitats
Cet arbuste est principalement une espèce de plaine côtière trouvé dans des sols sablonneux, secs, et dans des habitats tels que des prairies, des landes de pins,de vieux champs et des bords de route.

## Répartition
C’est une espèce endémique et rare de la côte atlantique; des populations ont été localisées sur de sites dispersés de la plaine côtière de la Nouvelle-Écosse, celle allant du Maine au Massachusetts (Nantucket et Martha's Vineyard), à New York (Long Island), au New Jersey, au Maryland et à la pointe nord-est de la Virginie. Les populations principales sur les îles de Nantucket et Martha's Vineyard dans le Massachusetts.

## Caractéristiques
- Organes reproducteurs :
  - type d'inflorescence : corymbe
  - répartition des sexes : hermaphrodite
  - type de pollinisation : entomogame
  - période de floraison : Mai - Juin
- Graine :
  - type de fruit :  drupe, piridion
  - mode de dissémination : endozoochore
- Habitat et répartition : plaine côtière 
  - habitat type : voir les sous-espèces
  - aire de répartition : côte atlantique (Nouvelle-Écosse à la Virginie)

## Conservation
Cette espèce est menacée et sur liste de la Collection nationale de plantes en voie de disparition du Centre pour la conservation des plantes américain. L’Arnold Arboretum de l’université Harvard est le principal conservateur de cette espèce.